# Bolyphantes luteolus
Bolyphantes luteolus es una especie de araña araneomorfa del género Bolyphantes, familia Linyphiidae. Fue descrita científicamente por Blackwall en 1833.
Se distribuye por Europa, Rusia (Europa al sur de Siberia) y China. El cuerpo del macho mide aproximadamente 3-4 milímetros de longitud y el de la hembra 3-4,9 milímetros.